# Evgeniya Sechenova
Evgeniya Sechenova (Sebastopol, Unión Soviética, 17 de agosto de 1918-Moscú, 25 de junio de 1990) fue una atleta soviética especializada en las pruebas de 100 m y 200 m, en las que consiguió ser campeona europea en 1950.

## Carrera deportiva
En el Campeonato Europeo de Atletismo de 1946 ganó dos medallas de oro: en 100 metros —con un tiempo de 11.9 segundos, por delante de la británica Winifred Jordan y la francesa Claire Bresolles— y en 200 metros, con un tiempo de 25.4 segundos, llegando de nuevo por delante de la británica Winifred Jordan y de la francesa Léa Caurla. También ganó el bronce en los relevos 4x100 metros, llegando a meta en 48.7 segundos, tras Países Bajos y Francia (plata).
En el Campeonato Europeo de Atletismo de 1950 ganó la medalla de plata en los 100 metros, llegando a meta en un tiempo de 12.3 segundos, tras la neerlandesa Fanny Blankers-Koen (oro con 11.7 segundos que fue récord de los campeonatos) y por delante de la británica June Foulds (bronce con 12.4 segundos).